# Archives nationales hongroises
Pour les articles homonymes, voir Archives nationales (homonymie).
Les Archives nationales hongroises (Magyar Országos Levéltár) ont été créées en 1756. Leur premier siège est Pozsony (actuelle Bratislava), à l'époque capitale de la Hongrie. Elles ont été transférées à Buda en 1784. L'édifice se situe à proximité de la Porte de Vienne dans le 1er arrondissement de Budapest.